# Vanderlei de Lima

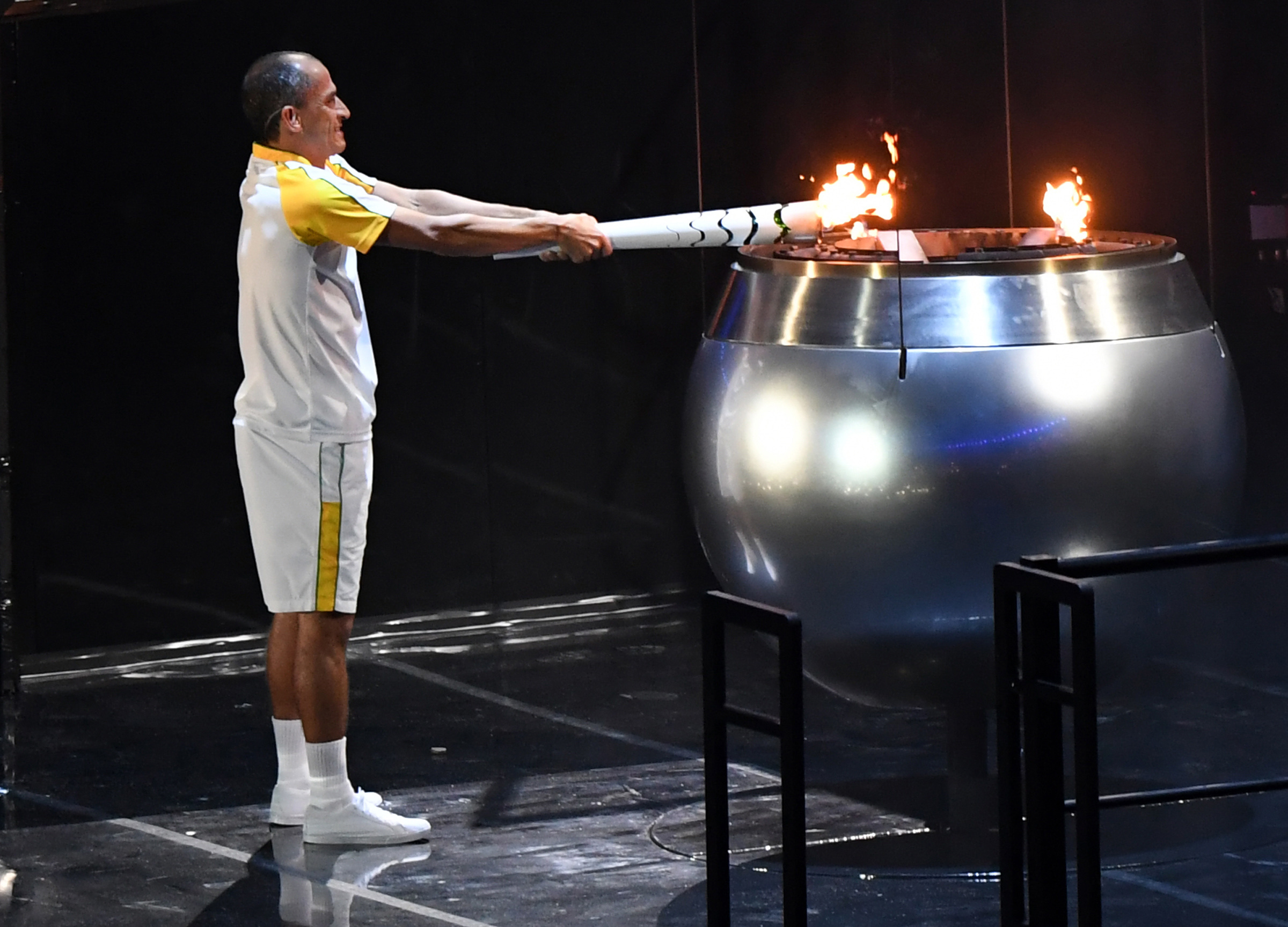
Lima allume la flamme olympique (2016)

Vanderlei Cordeiro de Lima (né le 11 août 1969 à Cruzeiro do Oeste, au Paraná) est un athlète brésilien, spécialiste du marathon.

## Olympisme
D'origine modeste, cet athlète a de nombreux marathons à son palmarès tels que ceux de Tokyo, Hambourg ou São Paulo.
En 1993, il décroche la médaille de bronze au championnat sud-américain de cross-country puis le remporte en 1995.
En 1996, il remporte le « Tokyo International Marathon », ce qui lui vaut sa sélection puis sa participation au marathon des Jeux olympiques à Atlanta aux États-Unis où il termine à la 47e place. Il est 75e lors des Jeux olympiques suivants à Sydney en 2000.
En 2004, aux Jeux olympiques à Athènes, à mi-parcours du marathon, il s'échappe et devance le peloton des favoris. Au 35e kilomètre, il compte encore 28 secondes sur ses poursuivants lorsqu'un spectateur irlandais, un prêtre défroqué nommé Neil Horan (en), surgit et l'entraîne dans la foule. Aidé par un spectateur grec, il parvient à repartir, mais il a perdu environ 20 secondes. Dépassé ensuite par l'Italien Stefano Baldini et l'Américain Meb Keflezighi au 38e kilomètre, il arrivera tout de même à conserver la 3e place, décrochant ainsi la médaille de bronze.
Le Comité international olympique lui a décerné la médaille Pierre-de-Coubertin, récompensant un athlète pour son fair-play et son esprit sportif.  Il reçoit officiellement la médaille le 7 décembre 2004 lors d'une cérémonie organisée par le comité olympique brésilien. Il est également désigné athlète brésilien de l'année 2004.
Il prend sa retraite sportive en 2009, après avoir couru le marathon de Paris.
Le 5 août 2016, dernier relayeur de la flamme olympique, il allume la vasque olympique lors de la cérémonie d'ouverture des Jeux olympiques de Rio au stade Maracanã.

## Palmarès

### Jeux olympiques d'été
- Jeux olympiques d'été de 2004 à Athènes ( Grèce)
  -  Médaille de bronze sur le marathon

### Jeux panaméricains
- Jeux Panaméricains de 1999 à Winnipeg ( Canada)
  -  Médaille d'or sur le marathon
- Jeux Panaméricains de 2003 à Saint-Domingue ( République dominicaine)
  -  Médaille d'or sur le marathon

### Autres compétitions
- Vainqueur du Tokyo International Marathon, en 1996
- Vainqueur du Marathon de Hambourg en 2004
- Vainqueur du Marathon de São Paulo en 2004
- Vainqueur des 10 km de São Paulo en 2005
- 3ème des 10 km de Green Bay en 2005